# Mizuko Itō
Mizuko Itō (伊藤瑞子?, Itō Mizuko; Kyōto, 22 luglio 1968) è un'antropologa giapponese.
Specializzata in antropologia culturale, studia l'uso dei nuovi media, specialmente tra i giovani in Giappone e negli Stati Uniti.
È ricercatore associato presso l'Istituto di ricerca umanistica dell'Università della California sede di Irvine e professore associato presso l'Università Keio Graduate School of Media and Governance.
In passato ha lavorato anche all'Annenberg Center for Communication, presso la University of Southern California.